# GL Virginis
GL Virginis är en ensam stjärna i norra delen av stjärnbilden Jungfrun. Den har en skenbar magnitud av ca 13,9 och kräver ett kraftfullt teleskop för att kunna observeras. Baserat på parallax enligt Gaia Data Release 3 på ca 154,7 mas, beräknas den befinna sig på ett avstånd på ca 21 ljusår (ca 6,5 parsek) från solen. Den rör sig bort från solen med en heliocentrisk radialhastighet på ca 6 km/s.

## Egenskaper
GL Virginis är en röd dvärgstjärna i huvudserien av spektralklass M5 V. Den har en massa som är ca 0,12 solmassa, en radie som är ca 0,16 solradie och har en effektiv temperatur av ca 3 100 K.

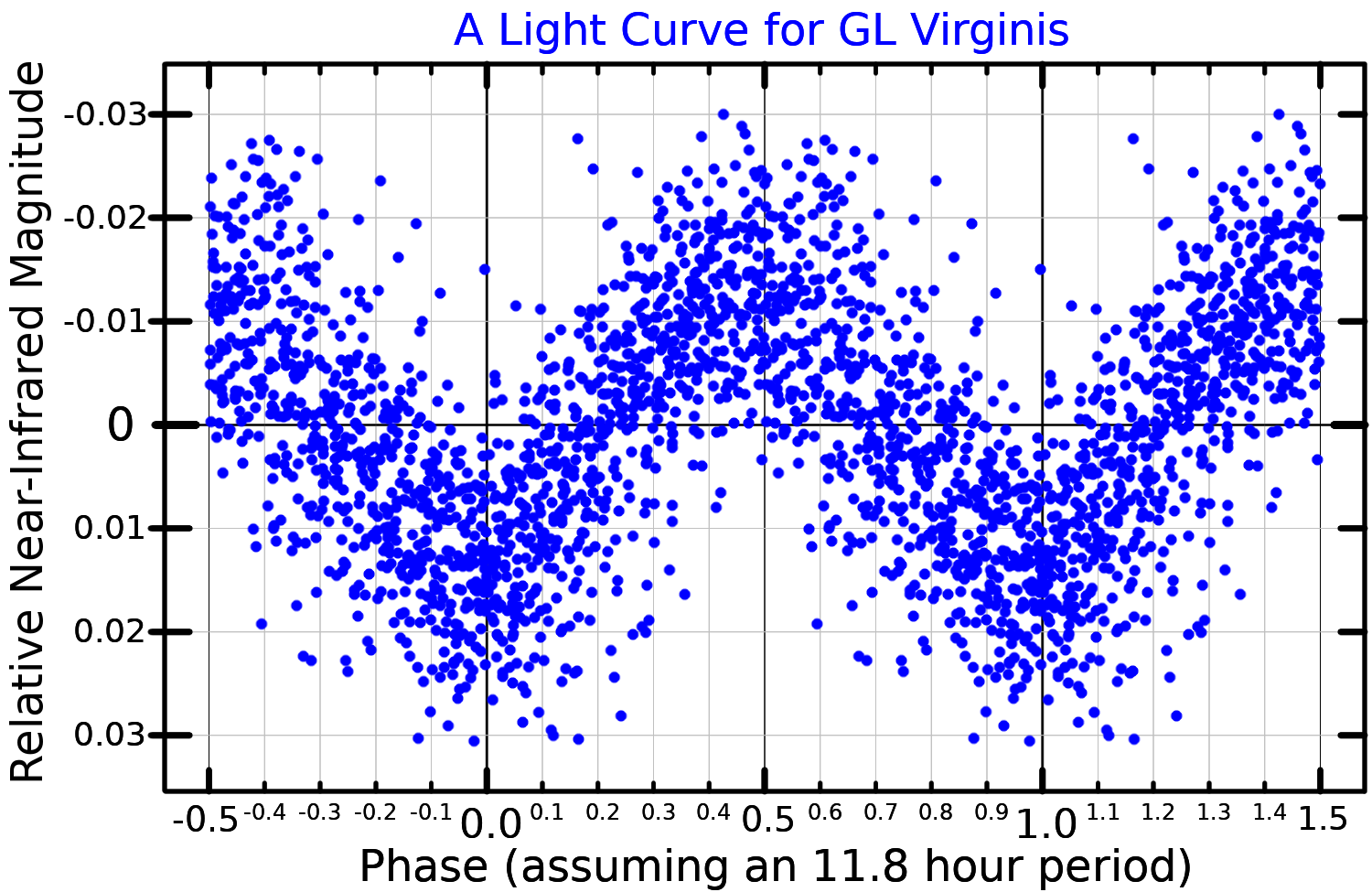
En nära infraröd ljuskurva för GL Virginis, plottad från data av Díez Alonso et al.' (2019)

GL Virginis har en ljusstyrka (i den synliga delen av det elektromagnetiska spektrumet), som är bara en tiotusendel av solens, men eftersom en betydande del av dess strålning avges som osynlig infraröd strålning ökar dess bolometriska ljusstyrka till 0,5 procent av solens. Den roterar ganska snabbt med en projicerad rotationshastighet av minst 17 km/s, vilket innebär att den tar mindre än ett halvt dygn för att genomföra en rotation kring dess axel. Stjärnan avger en frekvent flare, med minst fem upptäckta år 2019.
Den närmaste kända stjärnan till GL Virginis är Gliese 486, 6,4 ljusår bort.